# 南部信恩
南部 信恩（なんぶ のぶおき）は、江戸時代中期の大名。陸奥国盛岡藩の第5代藩主。官位は従五位下・備後守。

## 経歴
延宝6年（1678年）9月22日、第4代藩主・南部行信の3男として江戸麻生屋敷にて誕生した。元禄14年（1701年）5月1日、行信の嫡子になった。前年に兄・実信が亡くなったためである。同年5月15日、5代将軍・徳川綱吉に御目見する。同年7月25日、毛利綱元の娘と結婚する。同年12月18日、従五位下・備後守に叙任する。元禄15年（1702年）11月27日、行信が死去したため家督を継ぐ。
元禄16年（1703年）4月15日、初めてお国入りするための暇を得る。同年、儒教に傾斜した父により重用され、藩主廃立にまで介入する儒臣を先代の遺命として断罪し、儒学傾斜策の弊害を改める。しかし、同年内に領内に凶作、江戸で元禄地震が起こる。大地震により江戸藩邸が全て全壊し、藩財政に打撃が与えられた。
信恩は宝永4年（1707年）12月8日に30歳で死去した。異母弟の利幹が養子となり家督相続した。信恩死後に実子の利視が生まれ、利幹の養嗣子となった。

## 系譜
- 父：南部行信（1642年 - 1702年）
- 母：慈恩院 - 岩井与市郎の娘
- 正室：真寿院 - 毛利綱元の娘、先夫は森長成
- 側室・浄智院 - 黒沢氏
  - 次男：南部利視（1708年 - 1752年）
- 側室：齢広院 - 新渡戸氏
  - 女子：永井直期正室
- 養子
  - 男子：南部利幹（1689年 - 1725年） - 南部行信の四男